# Buddy Clark

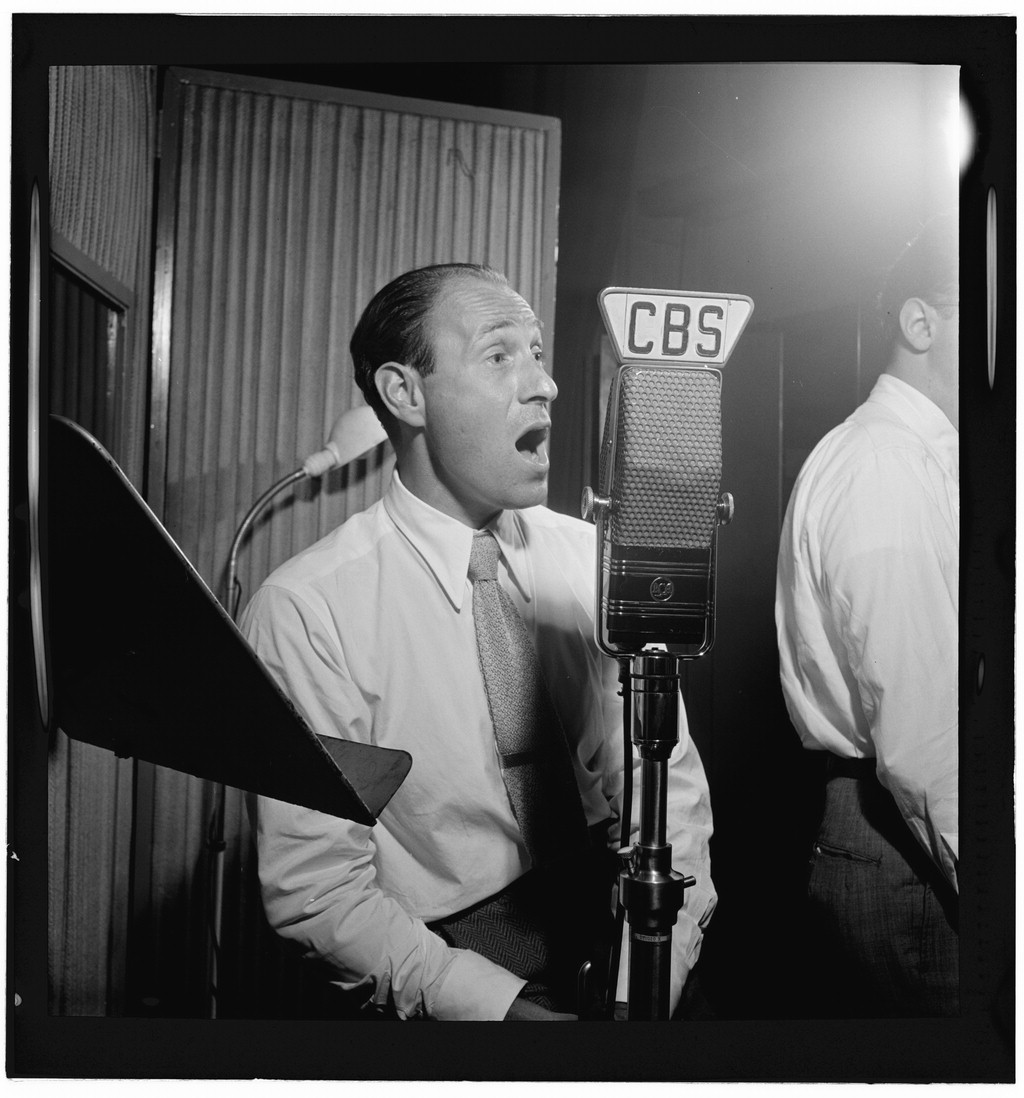
Buddy Clark bei Aufnahmen im CBS Studio, New York City zwischen 1946 and 1948. Foto: William P. Gottlieb

Buddy Clark (* 10. Juli 1929 in Kenosha, Wisconsin als Walter Clark Jr.; † 8. Juni 1999 in Mission Hills, Kalifornien) war ein US-amerikanischer Jazz-Bassist und Arrangeur.

## Leben und Wirken
Clark, der zunächst Klavier und Posaune gelernt hatte, wendete sich auf der Highschool dem Kontrabass zu. Er studierte 1948/49 am Musik-College von Chicago, wo er Anfang der 1950er Jahre in den Gruppen von Bud Freeman und Bill Russo spielte; von 1951 bis 1954 tourte er mit Tex Beneke. 1954 zog er nach Los Angeles, arbeitete bei Les Brown, mit dem er 1955/56 auf Tour ging, ferner mit Conte Candoli (The Five, 1955), Sonny Criss (1956), Red Norvo, Dave Pell und Joanne Grauer. 1958 trat er mit Med Flory auf dem Monterey Jazz Festival auf; im folgenden Jahr ging er mit Jimmy Giuffre auf Europatournee. Anfang der 1960er gehörte er der Gerry Mulligan Concert Jazz Band an
In den 1960er-Jahren war Clark ansonsten meist als Studiomusiker tätig; außerdem begleitete er die Sängerin Peggy Lee. Anfang der 1970er gründete er mit Med Flory die Formation Supersax; Clark lieferte die Arrangements von Charlie-Parker-Titeln wie „Parker's Mood“, „Lover Man“, „Ko-Ko“ oder Dizzy Gillespies „A Night in Tunisia“. Ende 1975 überwarf er sich mit Flory und verließ die gemeinsame Band. Buddy Clark wirkte im Laufe seiner Karriere außerdem an Aufnahmen von Maynard Ferguson, Terry Gibbs, Johnny Hodges, Barney Kessel, Herbie Mann, Gerry Mulligan, Lennie Niehaus, Anita O’Day und Sonny Stitt mit. Nach seinem Ausscheiden bei Supersax zog sich Clark weitgehend aus der Musikszene zurück.
Der Bassist ist nicht mit dem gleichnamigen US-amerikanischen Sänger, der in den 1940er-Jahren populär war, zu verwechseln.